# Zinat
Zinat  (in arabo زينات‎?) è un centro abitato e comune rurale del Marocco situato nella provincia di Tétouan, regione di Tangeri-Tetouan-Al Hoceima. Conta una popolazione di 7 669 abitanti (censimento 2014).